# Бартран
Бартран (фр. Bartherans) насеље је и општина у источној Француској у региону Франш-Конте, у департману Ду која припада префектури Безансон.
По подацима из 2011. године у општини је живело 47 становника, а густина насељености је износила 8,09 становника/km². Општина се простире на површини од 5,81 km². Налази се на средњој надморској висини од 460 метара (максималној 570 m, а минималној 408 m).

## Демографија
| 1962. | 1968. | 1975. | 1982. | 1990. | 1999. | 2011. |
| ----- | ----- | ----- | ----- | ----- | ----- | ----- |
| 54    | 61    | 41    | 50    | 46    | 52    | 47    |

График промене броја становника у току последњих година